# Baram
Bar’am (Hebreeuws: בַּרְעָם, Arabisch: برعم) is een kibboets gelegen aan weg 899, enkele kilometers van ruines van het plaatsje (Kafr) Biram in het noorden van Israël, dicht tegen de grens met Libanon.

## Ruïnes
Er was eens een joodse nederzetting Kfar Bar’am, waarvan de ruïnes van twee synagogen, mogelijk uit de derde eeuw n.Chr., nog te zien zijn. De best bewaarde synagoge is de grootste van de twee, en restanten van een kleinere synagoge liggen een paar honderd meter ten noordoosten hiervan. In 1905 werden enkele opgravingen uitgevoerd door de archeologen Kohl en Wartzinger. In latere jaren werden de ruïnes door archeologen geconserveerd en werd de site ondergebracht bij de organisatie van Nationale Parken. Bar’am wordt niet genoemd in Joodse bronnen, maar reizigers uit de middeleeuwen berichten wel over de twee synagogen.
Van een van de twee andere portalen zij opgemerkt, dat in de basis van een raam, in het Aramees, de tekst Banahu Elazar bar Yodan (‘de bouwer is Elazar ben Yodan’) is gegraveerd. De ruïnes van de kleine synagoge zijn beschreven door een Brits onderzoeksteam in 1865. Bij de voorkant van de synagoge stond een bijgebouw rustend op zes pilaren, wat ongewoon was. De bovenbalk droeg de inscriptie (vertaald in het Engels) Peace in this place and all of Israël, Ysef Halevi ben Levi made this lintel. Maybe there be a blessing on his deeds. Peace. Deze balk bevindt zich thans in het Louvre in Parijs.

## Bar'am, een ontvolkt Palestijns dorp

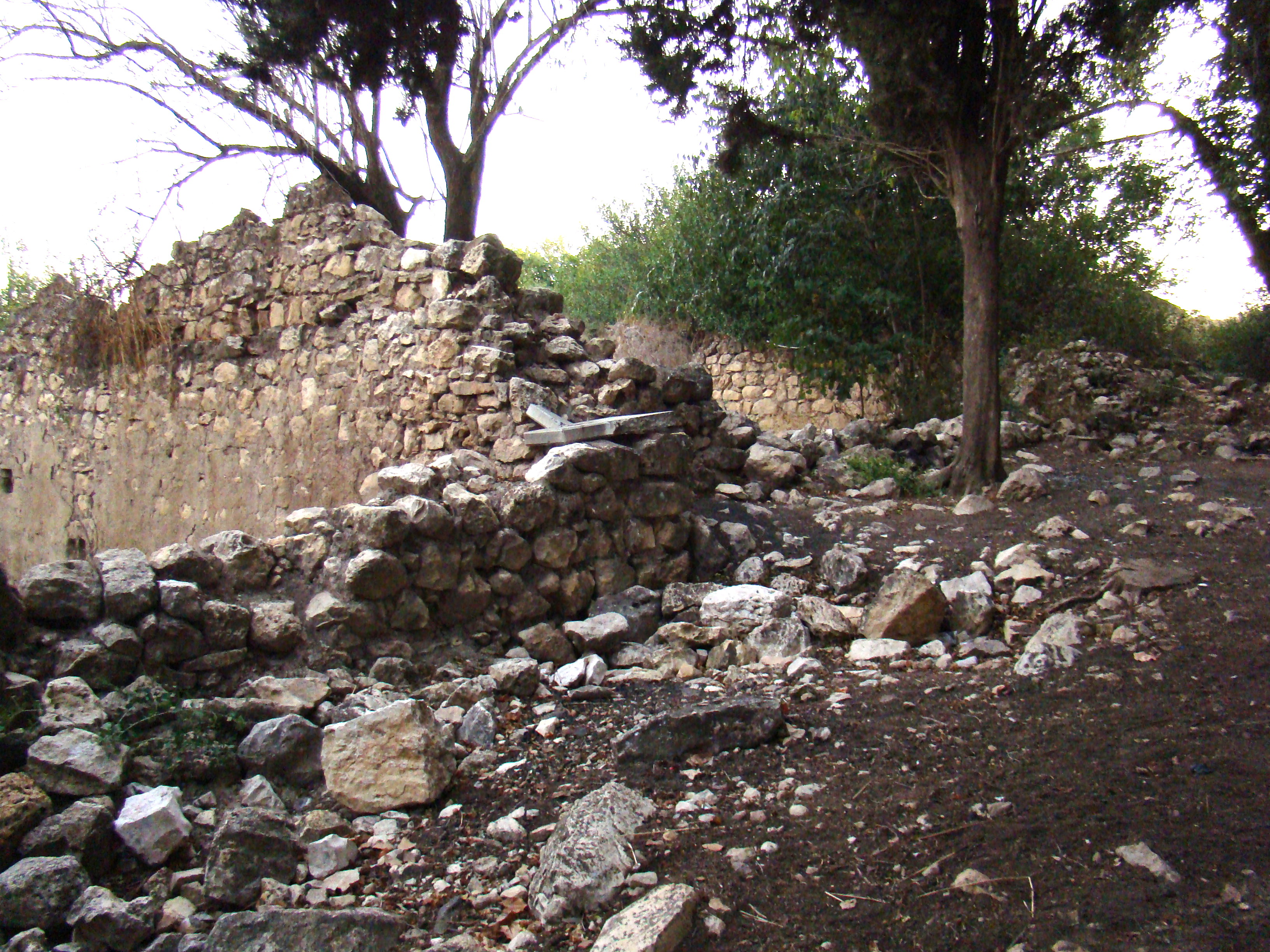
Ruïnes van het ontvolkte Maronitische dorp, 2009

Na de Arabische overheersing was Bar'am of Kafr Bir'im van ongeveer 1800 tot 1948 een dorp waar rond de duizend Aramees Maronitische christenen en Melkieten woonden.In de Arabisch-Israëlische Oorlog van 1948 werden zij door het Israëlische defensieleger (IDF) gedwongen te vertrekken met de belofte dat ze na twee weken mochten terugkeren. Tot op heden is het hen om politieke lees zionistische redenen niet toegestaan terug te keren.
Zij hebben inmiddels een groepering opgericht die jaarlijks kampeert te midden van kerk en ruïnes van Kafr Bir'im .Zij hopen eens het dorp weer te kunnen gaan bevolken.. De Israëlische organisatie Zochrot steunt hen om deze droom te verwerkelijken.
Ook de Palestijnse melkitische emeritus patriarch Elias Chacour moest met zijn ouders en hun gezin uit het dorp vertrekken.
Niet ver van deze archeologische plaats werd in juni 1949 door leden van de Palmach de kibboets Baram gesticht.In 2004 namen voor het eerst een aantal kibbutsniks deel aan bovengenoemd jaarlijks kamp.